# Alfredo Pereira Mascarenhas
Alfredo Pereira Mascarenhas (Cachoeira, 24 de setembro de 1873 — Salvador, 2 de fevereiro de 1945) foi um político brasileiro. Exerceu o mandato de deputado federal constituinte pela Bahia em 1934.
Filho de Loenídio Pereira Mascarenhas e Augusta Mascarenhas, casado com  Leopoldina Mílton da Silva Mascarenhas, começou sua trajetória profissional como promotor em sua cidade natal, na qual também foi juiz de direito da comarca de Caetité (BA). Sua formação superior é no direito pela Faculdade de Direito do Estado da Bahia. 
Sua carreira foi marcada pelo cargo de deputado, mas no início, em 1933, participou de trabalhos da Constituinte e também foi signatário da Constituição, em 1934. Nessa mesma época, foi eleito deputado federal, na legenda do PSD baiano e exerceu o cargo de 1935 a 1937, no mesmo momento em que o Estado Novo revogou as câmaras legislativas do país. 